# Правило квадрата

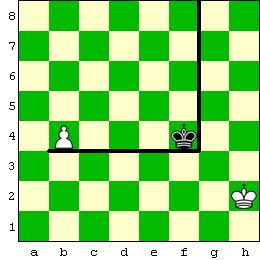
Чёрный король находится в квадрате белой пешки

Пра́вило квадра́та — шахматное правило, позволяющее определить, сможет ли в окончании «король и пешка против одинокого короля» король слабейшей стороны догнать пешку, не поддерживаемую собственным королём. Воображаемый «квадрат пешки» (шахматисты говорят просто «квадрат») образуется линиями, равными расстоянию от проходной пешки до поля превращения. Правило заключается в следующем:

Если король слабейшей стороны находится в квадрате пешки или при своём ходе в него попадает, он задерживает и уничтожает пешку, если нет — она проходит в ферзи.

Единственное исключение — когда пешка начинает ходить с начальной позиции, через поле. Таким образом она может первым ходом выйти из квадрата. Для пешки, стоящей на начальной позиции, квадрат следует мысленно строить так, как если бы она стояла на третьей (шестой) горизонтали.

## Пример
|   | a                                                   | b                                                   | c                                                   | d                                                   | e                                                   | f                                                   | g                                                   | h                                                   |   |
| - | --------------------------------------------------- | --------------------------------------------------- | --------------------------------------------------- | --------------------------------------------------- | --------------------------------------------------- | --------------------------------------------------- | --------------------------------------------------- | --------------------------------------------------- | - |
| 8 | h8 белый король · a3 белая пешка · g2 чёрный король | h8 белый король · a3 белая пешка · g2 чёрный король | h8 белый король · a3 белая пешка · g2 чёрный король | h8 белый король · a3 белая пешка · g2 чёрный король | h8 белый король · a3 белая пешка · g2 чёрный король | h8 белый король · a3 белая пешка · g2 чёрный король | h8 белый король · a3 белая пешка · g2 чёрный король | h8 белый король · a3 белая пешка · g2 чёрный король | 8 |
| 7 | h8 белый король · a3 белая пешка · g2 чёрный король | h8 белый король · a3 белая пешка · g2 чёрный король | h8 белый король · a3 белая пешка · g2 чёрный король | h8 белый король · a3 белая пешка · g2 чёрный король | h8 белый король · a3 белая пешка · g2 чёрный король | h8 белый король · a3 белая пешка · g2 чёрный король | h8 белый король · a3 белая пешка · g2 чёрный король | h8 белый король · a3 белая пешка · g2 чёрный король | 7 |
| 6 | h8 белый король · a3 белая пешка · g2 чёрный король | h8 белый король · a3 белая пешка · g2 чёрный король | h8 белый король · a3 белая пешка · g2 чёрный король | h8 белый король · a3 белая пешка · g2 чёрный король | h8 белый король · a3 белая пешка · g2 чёрный король | h8 белый король · a3 белая пешка · g2 чёрный король | h8 белый король · a3 белая пешка · g2 чёрный король | h8 белый король · a3 белая пешка · g2 чёрный король | 6 |
| 5 | h8 белый король · a3 белая пешка · g2 чёрный король | h8 белый король · a3 белая пешка · g2 чёрный король | h8 белый король · a3 белая пешка · g2 чёрный король | h8 белый король · a3 белая пешка · g2 чёрный король | h8 белый король · a3 белая пешка · g2 чёрный король | h8 белый король · a3 белая пешка · g2 чёрный король | h8 белый король · a3 белая пешка · g2 чёрный король | h8 белый король · a3 белая пешка · g2 чёрный король | 5 |
| 4 | h8 белый король · a3 белая пешка · g2 чёрный король | h8 белый король · a3 белая пешка · g2 чёрный король | h8 белый король · a3 белая пешка · g2 чёрный король | h8 белый король · a3 белая пешка · g2 чёрный король | h8 белый король · a3 белая пешка · g2 чёрный король | h8 белый король · a3 белая пешка · g2 чёрный король | h8 белый король · a3 белая пешка · g2 чёрный король | h8 белый король · a3 белая пешка · g2 чёрный король | 4 |
| 3 | h8 белый король · a3 белая пешка · g2 чёрный король | h8 белый король · a3 белая пешка · g2 чёрный король | h8 белый король · a3 белая пешка · g2 чёрный король | h8 белый король · a3 белая пешка · g2 чёрный король | h8 белый король · a3 белая пешка · g2 чёрный король | h8 белый король · a3 белая пешка · g2 чёрный король | h8 белый король · a3 белая пешка · g2 чёрный король | h8 белый король · a3 белая пешка · g2 чёрный король | 3 |
| 2 | h8 белый король · a3 белая пешка · g2 чёрный король | h8 белый король · a3 белая пешка · g2 чёрный король | h8 белый король · a3 белая пешка · g2 чёрный король | h8 белый король · a3 белая пешка · g2 чёрный король | h8 белый король · a3 белая пешка · g2 чёрный король | h8 белый король · a3 белая пешка · g2 чёрный король | h8 белый король · a3 белая пешка · g2 чёрный король | h8 белый король · a3 белая пешка · g2 чёрный король | 2 |
| 1 | h8 белый король · a3 белая пешка · g2 чёрный король | h8 белый король · a3 белая пешка · g2 чёрный король | h8 белый король · a3 белая пешка · g2 чёрный король | h8 белый король · a3 белая пешка · g2 чёрный король | h8 белый король · a3 белая пешка · g2 чёрный король | h8 белый король · a3 белая пешка · g2 чёрный король | h8 белый король · a3 белая пешка · g2 чёрный король | h8 белый король · a3 белая пешка · g2 чёрный король | 1 |
|   | a                                                   | b                                                   | c                                                   | d                                                   | e                                                   | f                                                   | g                                                   | h                                                   |   |

В позиции на диаграмме пешке до поля превращения остаётся пять полей, значит, для построения квадрата нужно отсчитать пять полей в сторону чёрного короля и ещё пять полей в сторону восьмой горизонтали. Таким образом, образуется квадрат a3 — f3 — f8 — a8. При ходе чёрных король вступает в квадрат — 1. … Крf3 и, как нетрудно убедиться, уничтожает пешку: 2. а4 Кре4 (с каждым ходом квадрат уменьшается, и король должен постоянно в нём находиться) 3. а5 Крd5 4. а6 Крс6 5. а7 Крb7 6. а8Ф+ Крха8 ничья. А при своём ходе белые выигрывают: 1. а4 (квадрат уменьшился: а4 — е4 — е8 — а8, и чёрный король в него не попадает) Крf3 2. а5 Кре4 3. а6 Крd5 4. а7 Крс6 5. а8Ф+ с выигрышем.